# Marija Štremfelj
Marija Štremfelj (r. Perčič) slovenska alpinistka in športna plezalka, * 25. junij 1957, Kranj.
Profesorica biologije, članica AO Kranj, žena Andreja Štremflja, mati treh otrok (od njih sta dva - Katarina in Anže - športna plezalca). Z možem sta kot prvi zakonski par osvojila vrh Mount Everesta.
Bila je nosilka zadnje štafeta mladosti, ki je proti Beogradu 21. marca 1987 krenila s Triglava.

## Pomembnejši dosežki
- 1982: Pik Komunizma (7.495 m) kot članica Prve jugoslovanske ženske odprave.
- 1986: Broad Peak (8.051 m).
- 1989: Walkerjev steber v Grandes Jorasses z možem Andrejem.
- 1990: Mount Everest, 13. ženska in doslej edina Slovenka, z možem prvi zakonski par na vrhu. Zmaga na športnoplezalnem tekmovanju Rock Masters v Kranju.
- 1993: Nos v El Capitanu.
- 1995: Čo Oju (8.201 m).
- 2004: Daulagiri (8.167 m), normalni pristop (SV greben).